# Montagne d'argent
La Montagne d'argent (in portoghese Monte Prata) è una collina che si trova all'estuario dell'Oyapock in Guyana francese nel comune di Ouanary presso il confine con il Brasile. Fa parte del Conservatoire du Littoral dal 1998.
Nella zona fu scoperto dell'argento e per questo le fu dato questo nome.
Inizialmente era una colonia di gesuiti, poi nel 1854 divenne un carcere fino al 1861.
Il carcere fu riaperto dal 1891 al 1898, nel 1898 venne venduto a un cinese.
Tuttora si possono vedere i resti del bagno penale di fine '800.